# Традиційна правова сім'я
Традиці́йна правова́ сім'я́ охоплює традиційні правові системи, засновані на звичаєвому праві.
Традиційне право базується на неписаній і давній традиції або сформованому протягом тривалого часу звичаї, які через збіг обставин повторюються з певною періодичністю і щодо яких за сформованими засадам прийнято те чи інше ставлення і поведінку (наприклад, принести жертву, в тому числі людську, для рясного врожаю; проходження спеціального обряду для осіб чоловічої статі, щоб стати повнолітнім, а значить воїном; проведення певних ритуальних заходів, святкувань з нагоди тієї чи іншої події та ін.).
Вперше про існування самостійної сім'ї традиційного права став говорити засновник юридичної географії світу Джон Вігмор, кількома десятиліттями пізніше Рене Давид детальніше розглянув і охарактеризував дану правову систему.

## Поширення
Вона поділяється на два підтипи:
- Держав Далекого Сходу (Китай, Японія, Монголія, Корея, Малайзія, Індонезія, Бірма);
- Країн Африки (40 країн континентальної Африки та Мадагаскар)

В чистому виді традиційна правова сім'я не існувала в жодній країні, але в своєму первинному вигляді вона існувала за часів первісного суспільства. На даний час традиційна правова сім'я разом з іншими правовими системами, існує серед соціальних груп і племен, які проживають в деяких країнах Африки, Австралії і Океанії, які зберегли патріархальний і доісторичний лад.

## Особливості
- Провідне джерело права — звичай. Тобто протягом багатьох століть правовим регулюванням цих держав було норми звичаєвого права, які спиралися на традиції та морально-етнічні уявлення народу.
- Негативне ставлення до законодавства. На той час законодавство вважалося неприродним для суспільства явищем.
- Ігнорування державних структур у процесі реалізації норм права. Протягом століть ці норми забезпечувалися не державними установами, а самокерованими суспільними структурами. Люди уникали звернень до судів. Переважна більшість суперечок вирішувалася у процесі примирливих процедур за посередництвом шановних членів суспільства на основі норм звичаєвого права.
- Слабкий розвиток юридичної інфраструктури. Зумовлено там, що не було відповідних навчальних закладів для підготовки фахівців, юридичних шкіл, видатних вчених — носіїв правових знань.

## Види
Система звичаєвого права поділяється на дві групи:
- Традиційна правова сім'я, що складається виключно зі звичаєвого права. Поширена серед племен, які живуть в складнодоступних місцях екваторіальної Африки, на Папуа-Нової Гвінеї і низка невеликих тихоокеанських островів.
- Традиційна правова система в якій звичаєве право змішане з релігійними догмами або філософськими вченнями. Є змішаною правовою системою, яка еволюціонує до цивілізаційного способу життя. Розповсюджена серед більшої частини племен країн Африки, Азії (Індія, Бангладеш), Австралії та Океанії.

Існують також ряд держав з так званими складно-змішаними правовими режимами, наприклад, Індія, у якій мусульманське право одночасно діє які релігійне право, і як звичаєве.